# Foks Molder
Foks Molder je lik iz američke serije Dosije iks, agent FBI-ja koji se bavi slučajevima paranormalne prirode. Tumači ga američki glumac Dejvid Dukovni. Partner na rešavanju slučajeva mu je Dejna Skali. Molder je ubeđen u postojanje vanzemaljskog života i odlučan je u nameri da dođe do dokaza koji se tiču njihovog postojanja.